# Deuteronomos alniarius
Deuteronomos alniarius är en fjärilsart som beskrevs av Hans Zerny 1927. Deuteronomos alniarius ingår i släktet Deuteronomos och familjen mätare. Inga underarter finns listade i Catalogue of Life.